# Leszek Jażdżewski
Leszek Konrad Jażdżewski (ur. 7 grudnia 1982) – polski publicysta, politolog, promotor liberalizmu, współzałożyciel i redaktor naczelny czasopisma „Liberté!”, współtwórca Igrzysk Wolności, członek rady programowej Europejskiego Forum Nowych Idei.

## Życiorys
W maju 2005, będąc studentem Uniwersytetu Łódzkiego, zainicjował napisanie listu otwartego do ówczesnego prezydenta Aleksandra Kwaśniewskiego oraz Ministerstwa Spraw Zagranicznych. List był związany z wizytą prezydenta w Moskwie i udziałem w 60. rocznicy zwycięstwa nad faszyzmem. Autorzy listu domagali się, aby razem z przedstawicielami innych państw zaproszonych na obchody prezydent poruszył też temat wyzwolenia spod stalinowskiego zniewolenia i terroru. Pod listem podpisało się 2 tysiące osób, m.in. Marek Edelman, Władysław Frasyniuk i Jacek Saryusz-Wolski.
Należał do Partii Demokratycznej – demokraci.pl oraz młodzieżówki tej partii Młode Centrum. Partię oraz młodzieżówkę opuścił w 2006, gdy Partia Demokratyczna zawarła porozumienie m.in. z SLD, współtworząc koalicję Lewica i Demokraci. W 2007 wystartował w wyborach do Sejmu jako kandydat bezpartyjny z 10. miejsca listy Platformy Obywatelskiej w okręgu wyborczym nr 9 (Łódź), zdobywając 1787 głosów i nie otrzymując mandatu.
W 2012, podczas marszu „Idzie Antykomuna” w Łodzi organizowanego przez Obóz Narodowo-Radykalny i Młodzież Wszechpolską, zakłócił jego przebieg, wchodząc na murek pełniący rolę trybuny z transparentem o treści 16 XII 1922: Zachęta – Pamiętamy, co doprowadziło do, jak sam to określił, oplucia go i lekkiego pobicia. 
W lutym 2014 złożył doniesienie do prokuratury w sprawie przyznania przez ministra kultury Bogdana Zdrojewskiego 6 mln zł dotacji na budowę muzeum Jana Pawła II i Stefana Wyszyńskiego przy Świątyni Opatrzności Bożej w Warszawie. Doniesienie poprzedził listem otwartym do premiera Donalda Tuska który zamieścił na blogu w serwisie tygodnika „Polityka”. Prokuratura umorzyła śledztwo w czerwcu 2014.
W 2015 zainicjował wspólnie z Katarzyną Lubnauer projekt ustawy o zniesieniu finansowania lekcji religii w szkołach z budżetu państwa. Niezbędne dla projektu „Świecka szkoła” 150 tys. podpisów przy wymaganych 100 tys. zebrano w 2,5 miesiąca. Projekt nie uzyskał poparcia w Sejmie.
3 maja 2019, zapowiadając wystąpienie Donalda Tuska na Uniwersytecie Warszawskim, wygłosił krytyczne wobec Kościoła katolickiego w Polsce przemówienie, w którym porównał Kościół do „świni lubiącej zapasy w błocie”. Przemówienie to następnie było szeroko komentowane.
Jest wnukiem Konrada Jażdżewskiego, profesora archeologii na Uniwersytecie Łódzkim.